# H/PJ-13型6管30毫米舰炮
H/PJ-13型6管30毫米舰炮（又称：630舰炮、630近防炮）是一门使用6管30毫米口徑加特林式转管速射炮的舰载近迫武器系統（CIWS），是AK-630M的中國特許生產型。它装设在自动型炮塔基座以上，同时配有雷达、光学、红外线追踪系统；它也是AK-630的进一步发展型，其主要目的是让导弹快艇具有反艦飛彈以外自卫武器，以及该近防炮系统对掠海飞行目标的拦截能力，发射30×165毫米机炮炮弹（脱壳穿甲弹）。

## 概述
1980年代初期，中国人民解放军海军开始近程反导舰炮武器系统的研制。到了1990年代，中国还獲准研仿俄罗斯AK-630型舰炮，其后定型型号为H/PJ-13型6管30毫米舰炮，成为中国第一代近防炮。H/PJ-13由郑州713研究所承担技术责任，并在重庆市进行生产，重庆市领导更曾要求海军增加该舰炮的装舰力度。但其实仿制定型并量产以后，装备量并不大，这也符合其作为过渡产品的身份和定位。
该炮采用舰炮本体下部弹链供弹的方式，舰炮下方需设置供弹系统转运间，这给舰艇上布置的灵活性带来一定难度。其系统主要由火控系统、跟踪雷达、光电式跟踪仪、捷联式垂直基准和舰炮本体所组成。
由于AK-630M的设计比较成熟，中国方面在引进仿制时进行的改进不多。唯一的大型修改是为该炮设计了一个隐身炮塔。经过一定改装以后的347型快速反应雷达即可满足控制H/PJ-13的需要，所以中国也没有仿制与之配备的MP-123-02型炮瞄雷达。此外还將其配套光电设备改为ZGJ-1B型光电式跟踪仪，其能接收警戒雷达发送的目标指示，捕获和跟踪空中、海上目标，并实时、连续地向火控系统提供目标的距离、舷角、高低角等三维坐标数据和运动参数。该光电跟踪仪具有电视成像跟踪、红外成像跟踪功能，采用激光测距方式，对海上目标跟踪距离大于18,000公尺、对空中目标跟踪距离大于17,000公尺。H/PJ-13发射的30×165毫米机炮炮弹是中国海军为其研制了脱壳穿甲弹，取代原型AK-630M发射的高爆弹，配备穿甲弹在一定程度上能够提高该炮的反导能力。除此之外，原火控设备亦被中国制做的ZFJ-1A型火控设备所取代，符合中国海军的一贯传统。
H/PJ-13主要安装在22型导弹快艇的前甲板以上，并以其隐身炮塔设计配合22型导弹快艇的低可偵測性技術设计。在主力驱护舰之中只安装在2艘054型导弹护卫舰，到了054A型导弹护卫舰时已经被H/PJ-12（730近防炮）所取代。除此之外，就只安装在071型综合登陆舰（崑崙山級）與海警用818型海警船（以054A型护卫舰舰体为模版）以及901型综合补给舰上。
在火炮性能上，H/PJ-13比后来的H/PJ-11型11管30毫米舰炮和H/PJ-12型7管30毫米舰炮都逊色。但由于H/PJ-13的体积重量较小、整体造价的价格较两者都要低廉，故此较多装备在中国海军小型舰艇和出口舰艇以上。考虑到现代导弹快艇都是超视距作战，舰炮仅用作纯粹的自卫武器，影响不大。

## 資料來源
1. 1 2 3 4  .   [September 5, 2017]. （原始内容存档于2017-09-05）.

## 外部連結
- （简体中文）—深度：浅谈中国海军近程反导舰炮 没仿制苏联AK630 （页面存档备份，存于）
- （简体中文）—新中国小口径舰炮传奇—630的仿制（页面存档备份，存于）
- （简体中文）—说说中国海军22型导弹快艇 很多你不知道的事